# Ian Holm
Sir Ian Holm (12. září 1931, Goodmayes, Spojené království – 19. června 2020, Londýn) byl britský herec.

## Mládí
Narodil se 12. září 1931 v Goodmayes v Essexu (nyní Londýn) skotským rodičům, Jeho matka Jean Wilson (rozená Holm) byla zdravotní sestra, otec James Harvey Cuthbert byl psychiatr, který pracoval jako dozorce psychiatrické léčebny West Ham Corporation a byl jedním z průkopníků elektrické šokové terapie. Ian měl staršího bratra Erica, který zemřel v roce 1943. Vstoupil do Královské akademie múzických umění. Jeho studia tam byla přerušena o rok později, když byl povolán do vojenské služby v britské armádě, během které byl vyslán do Klagenfurtu v Rakousku a získal hodnost Lance Corporal.

## Zajímavosti
V roce 1998 byl „povýšen“ do šlechtického stavu za jeho služby pro drama. Mladý Holm byl vychován v Londýně. Ve věku sedmi let byl inspirován svědky Les Miserables a zamiloval se do herectví. Holm studoval na Královské akademii dramatických umění, kde absolvoval v roce 1950 na Royal Shakespeare Company studium. Tam se ukázal jako herec, jehož rozsah a styl mu umožnilo hrát téměř celý repertoár Shakespearův. V roce 1965 Holm debutoval v televizi jako Richard III. na BBC The wars of the Roses (1965), který byl natočen jako divadelní inscenace čtyř z Shakespearových her do trilogie. V roce 1969 Holm vyhrál svoji první cenu BAFTA a v Film Award jako Nejlepší herec ve vedlejší roli pro The Gun Bofors (1968), pak následoval tok ocenění a nominací na jeho díla ve filmu a v televizi. V roce 1981 z jeho nejlepších známých rolí je jako Sam Mussabini v Chariots of Fire (1981), za kterého byl nominován na Oscara pro nejlepšího herce ve vedlejší roli. V tomtéž roce také ztvárnil hlas Froda Pytlíka v třináctihodinovém rozhlasovém seriálu BBC Pán prstenů – a o dvacet let později si zahrál starého Bilba Pytlíka v Jacksonově filmu. Je nejvíce známý pro jeho role v akčních filmech, jako je otec Vito Cornelius ve filmu Pátý element (1997), jako Bilbo v pánovi prstenů: Návrat krále (2003), a jako profesor Fitz ve filmu Letec (2004).

## Ocenění
V mateřské scéně ve Stratfordu se představil v průběhu třinácti let v Shakespearových dramatech Othello, Král Lear, Macbeth, Titus Andronicus, Romeo a Julie a za svůj titulní part v Jindřichovi V. byl vyhlášen nejlepším britským hercem 1964. V roce 1969 Holm vyhrál svoji první cenu BAFTA a Film Award Nejlepší herec ve vedlejší roli pro The Gun Bofors (1968). Získal také cenu Tony, kterou mu vynesla úloha řezníkova syna Lennyho, s níž debutoval 1967 na Broadwayi ve hře Harolda Pintera Návrat domů, a posléze ji hrál i ve filmové verzi (r. P. Hall). Obdržel také cenu BAFTA v roce 1969 za ztvárnění postavy dělostřelce Flynna a v roce 1981 za ztvárnění Sama Mussabiniho. Získal také cenu na MFF v Cannes 1981 a nominaci na Oscara 1981. V roce 1998, byl udělen Laurence Olivier Theatre Award za nejlepšího herce roku 1997 pro jeho výkon v Králi Learovi v Royal National Theatre, v roce 1993 v Londýně Evening Standard Theatre Award získal cenu za nejlepšího herce pro jeho výkon v Moonlight a v roce 1997 v Londýně Critics Circle Theatre Award (Drama) získal cenu za nejlepšího herce pro jeho výkon v Králi Learovi v Royal National Theatre.

## Děti
S Lynn Mary Shaw měl dcery Jessica Holmová a Sarah-Jane Holmová; se Sophií Baker syny Harryho Holma a Barnaby Holma, dceru Melissu Holmovoi. Jeho nejstarší dcera, Jessica, je moderátorka v Crufts Dog Show. Sarah-Jane Holm hrála Jenny Rodenhurst Simcock v A Bit of a Do. Barnaby Holm se choval jako dítě, ale nyní žije v Los Angeles a vlastní v Hollywoodu klub. Melissa Holm je ředitelka castingu. Harry Holm je filmař, nejvíce pozoruhodné jsou jeho hudební videa, a je zasnoubený se Samanthou Morton.

## Zdraví
V roce 2002 byl Ian Holm léčen v newyorském Presbyterian Medical Center s rakovinou prostaty.

## Filmografie (výběr)
- 1976 Robin a Mariana
- 1979 Vetřelec – android Ash
- 1979 Na západní frontě klid – kaprál Himmelstoss
- 1984 Tarzan
- 1994 Frankenstein
- 1997 Pátý element
- 1999 Farma zvířat – Kvíkal (hlas)
- 2001 Pán prstenů: Společenstvo Prstenu – Bilbo Pytlík
- 2001 Z pekla
- 2003 Pán prstenů: Návrat krále – Bilbo Pytlík
- 2004 Letec
- 2004 Den poté
- 2005 Obchodník se smrtí